# Djehoeti

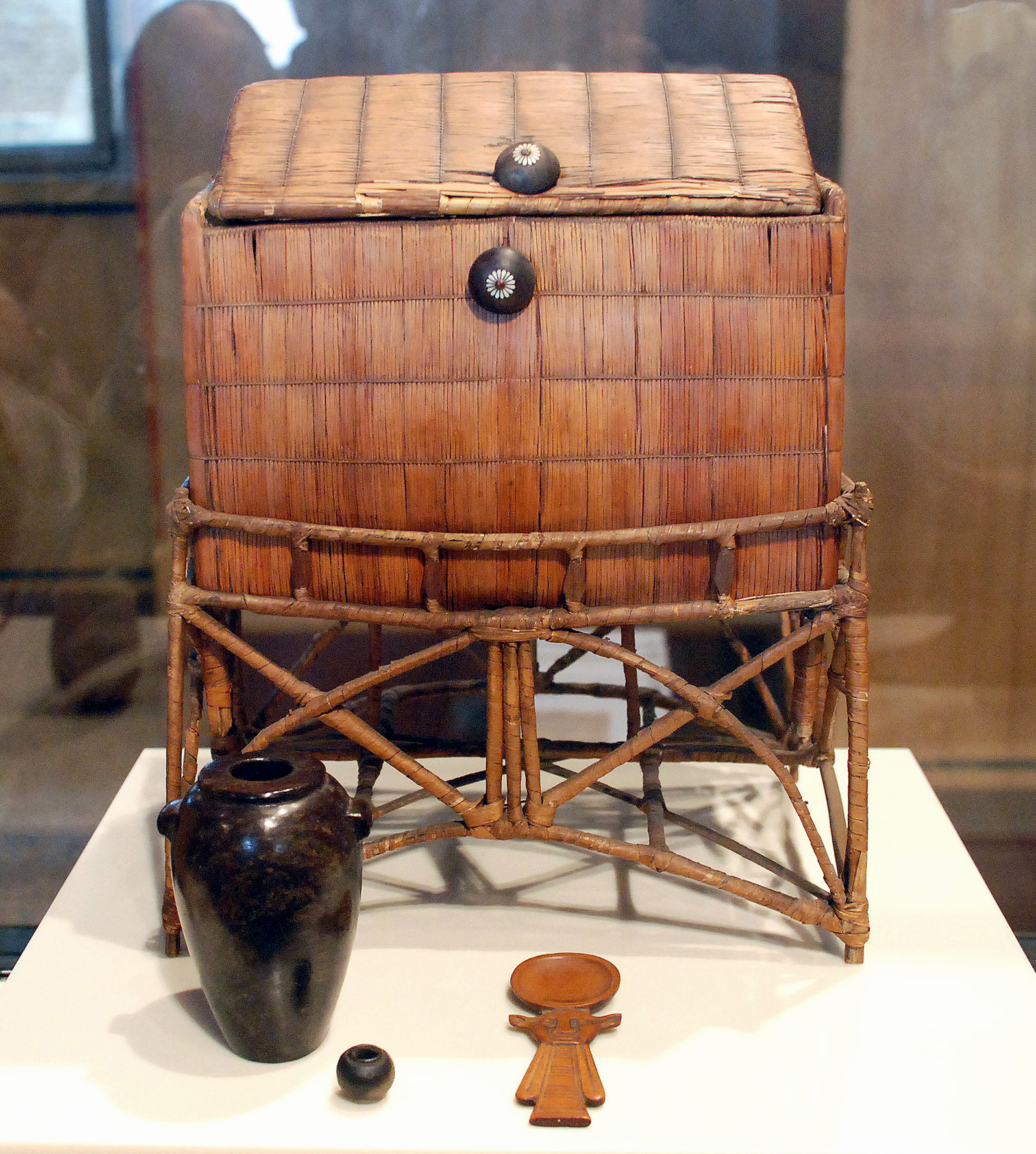
Schoonheidskoffer van Mentoehotep de echtgenote van Djehoeti
Neues Museum, vindplaats Dra Abu el-Naga

Djehoeti was waarschijnlijk de 2e farao van de 16e dynastie van Egypte die vanuit Thebe regeerde over Opper-Egypte na 1650 v.Chr., maar hij kan ook farao geweest zijn in de 13e dynastie van Egypte of de vierde farao van de 17e dynastie van Egypte.
Djehoeti zou drie jaar geregeerd hebben volgens de 11e kolom van de Turijnse lijst van farao's. Volgens Kim Ryholt en Darrel Baker was Sobekhotep VIII zijn opvolger.
Zijn echtgenote Mentoehotep ligt begraven in de necropolis van Dra' Abu el-Naga'. Haar graftombe werd in 1822 ongeschonden aangetroffen en was beschreven met teksten uit het Egyptisch Dodenboek. Haar schoonheidskoffer draagt de naam, praenomen en cartouche van Djehoeti met een vermelding dat de koffer een geschenk van Djehoeti was. Sommigen vermoeden, dat zij een kleindochter was van de vizier Ibiaw die diende onder Wahibre Ibiau 1712 - 1701 v.Chr.
Djehoeti staat vermeld in de Karnakse lijst van farao's. Alle vermeldingen van Djehoeti komen uit een 145 km lange strook van de Nijlvallei vanaf Deir el-Ballas in het noorden tot Edfu in het zuiden. Dit stemt ruwweg overeen met de invloedssfeer van de 16e dynastie van Egypte.
De naam en praenomen van Djehoeti komen voor op een steen die Flinders Petrie heeft opgegraven in Deir el-Ballas.
In Edfu is een gekleurde steen gevonden met de cartouche van Djehoeti waarop hij de desjret ofwel rode kroon van Neder-Egypte draagt.